# Andrea Pasqualon
Andrea Pasqualon (Bassano del Grappa, 2 de enero de 1988) es un ciclista italiano, miembro del equipo Team Bahrain Victorious.

## Biografía
Andrea Pasqualon fue miembro en 2010 del equipo amateur italiano Zalf Désirée Fior. Ese año ganó dos carreras italianas de un día: el Trofeo Banca Popular de Vicenza y el Giro del Casentino. Al final del año corrió para el equipo ProTour Lampre-Farnese Vini como stagiaire. En la temporada 2011 se unió al equipo continental profesional Colnago-CSF Inox.

## Palmarés
2010 (como amateur)
- Trofeo Banca Popular de Vicenza
- Giro del Casentino

2013
- 1 etapa del Tour de Limousin

2014
- Gran Premio Südkärnten
- 1 etapa de la Vuelta a Colombia

2015
- 1 etapa de la Boucles de la Mayenne
- 1 etapa de la Oberösterreichrundfahrt

2017
- Coppa Sabatini

2018
- Gran Premio de Plumelec-Morbihan
- Tour de Luxemburgo, más 2 etapas

2019
- 1 etapa del Tour Poitou-Charentes en Nueva Aquitania

2022
- Circuito de Valonia

## Resultados en Grandes Vueltas
Durante su carrera deportiva ha conseguido los siguientes puestos en las Grandes Vueltas. 
| Carrera | Carrera         | 2011 | 2012 | 2013 | 2014 | 2015 | 2016 | 2017  | 2018 | 2019 | 2020 | 2021 | 2022 | 2023 | 2024 | 2025 |
| ------- | --------------- | ---- | ---- | ---- | ---- | ---- | ---- | ----- | ---- | ---- | ---- | ---- | ---- | ---- | ---- | ---- |
|         | Giro de Italia  | —    | —    | —    | —    | —    | —    | —     | —    | —    | —    | 72.º | —    | 65.º | 81.º | Ab.  |
|         | Tour de Francia | —    | —    | —    | —    | —    | —    | 137.º | 95.º | 88.º | —    | —    | 50.º | —    | ―    | —    |
|         | Vuelta a España | —    | —    | —    | —    | —    | —    | —     | —    | —    | —    | ―    | —    | —    | —    | —    |

—: no participa

Ab.: abandono

## Equipos
- Lampre-Fondital (stagiaire) (08.2010-12.2010)
- Bardiani Valvole-CSF Inox (2011-2013)
  - Colnago-CSF Inox (2011-2012)
  - Bardiani-CSF (2013)
- Area Zero Pro Team (2014)
- Roth-Skoda (2015-2016)
- Wanty (2017-2022)
  - Wanty-Groupe Gobert (2017-2018)
  - Wanty-Gobert Cycling Team (2019)
  - Circus-Wanty Gobert (2020)
  - Intermarché-Wanty-Gobert Matériaux (2021-2022)
- Team Bahrain Victorious (2023-)